# The Classics (Vokalgruppe)
The Classics waren eine weiße Gesangsgruppe aus Brooklyn, New York. Sie wurden 1958 gegründet als sie begannen, auf ihrer High School zu singen. Bald hatten sie in ihrem Viertel einen guten Ruf bei Tanzveranstaltungen und in Clubs. Sie machten die Musik zu ihrem Beruf, nachdem sie die Aufmerksamkeit des Produzenten Jim Gribble erweckt hatten. 1959 nahmen sie ihre Debütsingle Cinderella auf, die die Hot 100 der Charts in den frühen 1960er-Jahren erreichte. Weitere Aufnahmen waren nicht mehr so erfolgreich. Erst als sie 1963 "Blue Moon" mit Herb Lance als Leadsänger aufnahmen, konnten sie sich wieder in den Charts platzieren. Der Song erreichte #50 in den Billboard-Charts. Noch erfolgreicher war ihre Single Till Then, die auf Platz 20 vordringen konnte.
Die Gruppe wurde bekannt für ihre Balladen, aber auch Songs aus den 1920er- und 1930er-Jahren gehörten zu ihren Repertoire. Die Gruppe löste sich 1968 auf, der Name wurde aber später von Emil Stucchio wiederbelebt. In den 1990er-Jahren bestand die Gruppe aus Emil Stuccio,  Al Contrera, Scott LaChance und Michael Paquette. Später  gehörten ihr Stuccio, Contrera, LaChance und Teresa McClean an. Scott LaChance verließ später die Gruppe.
Ein Grund dafür, dass The Classics jenseits der Vokalgruppenfans eher unbeachtet sind, dürfte darin liegen, dass sie selten mehr als eine Single bei einer Plattenfirma aufgenommen haben.
Einen Überblick über ihr Werk gibt die 2001 bei Collectable Records erschienene Sammlung Till Then: The Very Best of the Classics. Sie enthält 20 Songs aus dem Zeitraum 1959 bis zu den späten 1960er-Jahren.

## Gründungsmitglieder
- Emil Stucchio Lead Vocal
- Tony Victor Erster Tenor
- Johnny Gambale Zweiter Tenor
- Jamie Troy Bass